# Petar Sučić
Petar Sučić (født 25. oktober 2003) er en professionel fodboldspiller, der spiller sommidtbanespiller for den italienske Serie A- klub Inter Milan. Han er født i Bosnien-Hercegovina, men han spiller for det kroatiske landshold.

## Klubkarriere

### Dinamo Zagreb
I januar 2022 underskrev Sučić en femårig kontrakt med den kroatiske klub Dinamo Zagreb.
I juni blev han udlånt til sit tidligere hold Zrinjski Mostar. Han fik sin professionelle debut i en UEFA Champions League-kvalifikationskamp mod Sheriff Tiraspol den 6. juli i en alder af 18 år. 
Sučić fik sin officielle debut for Dinamo Zagreb i den kroatiske Super Cup-kamp mod deres rivaler Hajduk Split den 15. juli 2023. En uge senere fik han sin ligadebut. 
I december 2023 forlængede han sin kontrakt med klubben indtil juni 2028.  I maj 2025, i deres sidste kamp i den kroatiske liga, scorede Sučić det afgørende mål i en 1-0 sejr mod Varaždin, hvilket blev hans sidste kamp for Dinamo.

### Inter Milan
Den 4. juni 2025 skiftede Sučić til den italienske Serie A- klub Inter Milan på en femårig kontrakt.  Hans debut for Inter var i i en 1-1 kamp mod Monterrey i gruppespillet af FIFA Club World Cup 2025, hvor han blev indskiftet i det 68. minut.

## Landsholdskarriere
Sučić blev født i Bosnien-Hercegovina i en kroatisk familie. Han repræsenterede Bosnien-Hercegovina på forskellige ungdomslandshold Han var også anfører for U19-landsholdet.
I marts 2024 besluttede han, at han ville repræsentere Kroatiens landshold i stedet for Bosnien-Hercegovinas. Sučić blev udtaget til det kroatiske landshold for første gang ved Nations League -kampene mod Portugal og Polen i september 2024. Han debuterede den 5. september 2024 mod Portugal. Han erstattede Luka Modrić i det 77. minut. De tabte 2-1.

## Privatliv
Hans fætter, Luka Sučić, er også professionel fodboldspiller.